# Marcel Carné
Marcel Carné (Párizs, 1906. augusztus 18. – Clamart, 1996. október 31.) francia filmrendező, forgatókönyvíró, a francia filmtörténetben az úgynevezett „költői realizmus” legismertebb rendező-egyénisége.

## Kezdetek
Marcel Carné egy párizsi műbútorasztalos fia volt. Anyja korán meghalt, ezért nagyanyja nevelte. Apja kívánságára kezdetben asztalosnak tanult, de ezzel hamar felhagyott, helyette egy művészeti iskola fotótanfolyamára járt és sűrűn látogatta a mozielőadásokat. A megélhetésért hol egy bankban, hol élelmiszerüzletben, hol pedig biztosító társaságnál dolgozott.
Egy vacsorán véletlenül találkozott Françoise Rosay-vel, az akkor már neves Jacques Feyder filmrendező feleségével. A színésznő segítségével másodasszisztens lett Feyder Az új urak (Les nouveaux messieurs, 1929) című készülő filmjében. 1929-ben egy filmes folyóirat pályázatán első díjat nyert, attól kezdve filmkritikákat írt, írásai több szaklapban jelentek meg. Ugyanabban az évben amatőrként készítette el első filmjét: Nogent, Eldorado du dimanche (Nogent, Eldorado vasárnap, dokumentumfilm), utána reklámfilmeket forgatott.
Első játékfilmje elkészítése előtt rendezőasszisztensként vett részt előbb Richard Oswald Cagliostro (1929), René Clair Párizsi háztetők alatt (Sous les toits de Paris, 1930), majd Jacques Feyder La grande jeu (1934), Hotel Mimóza (Pension Mimosas, 1935) és Csintalan asszonyok (La kermesse héroïque, 1935) című alkotásaiban. Elsősorban Feyder mellett sajátította el a szakmát. „Ő tanított meg arra, hogy mit jelent a film, az előkészítéstől a szó szoros értelmében vett filmrendezésig és a színészvezetésig…” – nyilatkozta később.

## Rendezői munkái
Feyder segítette hozzá, hogy 1936-ban megrendezze első játékfilmjét, a  Jennyt, Françoise Rosay-vel a főszerepben. Ugyanakkor találkozott Jacques Prévert-rel, a költővel és forgatókönyvíróval, aki hosszú időre alkotótársa lett, és akinek közreműködésével aratta legnagyobb sikereit. Stábjának másik állandó tagja a magyar származású Trauner Sándor díszlettervező volt, akinek díszletei szinte minden fontos Carné-filmben láthatók.
Első igazán figyelemreméltó játékfilmje a Vidám tragédia (Drôle de drame, 1937), majd következett Carné és Prévert két közös munkája, a Ködös utak és a Mire megvirrad, melyeket a filmtörténet mint a francia ún. „költői realizmus” meghatározó alkotásaiként tart számon. (A Külvárosi szálloda forgatókönyvét nem Prévert írta).
Mindkét film központi alakja a társadalom perifériájára sodródott, de tisztességes életre vágyó magányos hős: az elsőben egy menekülő katonaszökevény, a másodikban egy gyári munkás, mindkettő Jean Gabin megformálásában. Embersége, tiszta szerelme védelmében összeütközésbe kerül az önző, kegyetlen világgal, maga is gyilkossá lesz és végzetszerűen elbukik. Bukása nem felemelő, hanem inkább lemondást, pesszimizmust sugall. Ezt a keserűen lemondó hangulatot árasztja a filmek képi világa. Carné ezekben a filmekben igazi mestere az atmoszférateremtésnek, a korabeli francia filmek közül az ő és Julien Duvivier filmjeiben jelentkezik leginkább az, amit a filmtörténetek „fekete költészet”-nek neveznek. Georges Sadoul mindkét filmnél utal az ausztriai születésű amerikai filmrendező, Josef von Sternberg filmjeinek hatására, ami persze semmit nem von le a Carné-filmek értékéből.
A világháború idején a legjelentősebb francia filmrendezők évekig az Egyesült Államokban folytatták pályájukat, Carné azonban nem hagyta el Franciaországot, hanem a német megszállás idején is ott maradt és dolgozott. A megváltozott helyzet azonban nem tette lehetővé, hogy a jelenben játszódó filmdrámák készüljenek. Egy középkori legenda alapján készült A sátán követei (Les visiteurs du soir, fordítása: Éjféli látogatók, 1942), mely a szerelem minden akadályt legyőző erejét hirdeti „a régi románcok barokkos elbeszélő stílusában”. A korabeli nézők azonban megértették a burkolt mondanivalót: az ellenállás és az összetartás szükségességét a „sátán”-nal szemben. A francia-olasz koprodukcióban gyártott film forgatásán az olasz fél képviselője és Carné asszisztense a még pályája kezdetén álló – és Carnét akkor példaképének tekintő – Michelangelo Antonioni volt.
1943-ban kezdték forgatni, de csak 1945 tavaszán, a felszabadult Párizsban mutatták be Carné és Prévert közel három és fél óra vetítési idejű nagy filmjét, a Szerelmek városát (Les enfants du paradis). A mű a 19. század első felének két híres francia előadóművésze: Jean-Gaspard Deburau mimus és Frédérick Lemaître színész történetét veszi alapul, akik mindketten a szépséges Garance-ba szerelmesek. Ez jelképes-poétikus alkotás az áhított és elszalasztott vagy elérhetetlen boldogságról, szerelemről, jobb életre vágyó művészekről és a bűn megszállottjairól. A szerteágazó cselekményű és néhol szinte zeneileg megkomponált film sikeréhez nagyban hozzájárult a három nagy színészegyéniség, Arletty, Pierre Brasseur és mindenekelőtt Jean-Louis Barrault pantomimművész ragyogó alakítása.
Ezt a filmet gyakran a francia filmművészet egyik csúcsának tekintik. Értékeit, „a rendezés esztétikai tökéletességét” Gregor–Patalas filmtörténete is kiemeli ugyan, de „agyondicsért” műnek nevezi. Mások szerint olyan film, amelyet a francia klasszikus iskola „legkitűnőbb alkotásának s egyben hattyúdalának is tekinthetünk. A Szerelmek városa (Les enfants du paradis) tartalmi és formai gazdagsága a hangosfilm első nagy korszakának csaknem valamennyi erényét egyesíti, s egyben megmutatja a határait is.”
A következő évben mutatták be a szerzőpáros új filmjét, Az éjszaka kapuit (Les portes de la nuit), de a várt közönségsiker ezúttal elmaradt. Ezzel vége is szakadt Carné Prévert-rel való szoros alkotói kapcsolatának.

### 1950 után
1945 után a francia „klasszikus iskola” kifulladt, fő képviselőik munkáit a filmtörténet általában kevésbé fontosnak tartja. „René Clair, Marcel Carné korábbi önmagát ismétli… Jól és kulturáltan, de nem mondanak többet, mást, mint régen.”
Carné későbbi filmjei közül néhány nagy közönségsiker volt és a filmes szakma elismerését is megkapta, (bár a kettő nem mindig esett egybe). A Zola regényéből készített Thérèse Raquin a Velencei Nemzetközi Filmfesztiválon Ezüst Oroszlán díjat nyert (1953), címszerepét Simone Signoret játszotta.
A Trois chambres à Manhattan főszereplője, Annie Girardot szintén a Velencei Nemzetközi Filmfesztiválon a legjobb női alakítás díját vehette át 1965-ben. A rendező sikeres filmjei között említhető még a Les Tricheurs (Csalók, 1958), valamint A rend gyilkosai (Les assassins de l'ordre) című munkája is, Jacques Brel-lel a főszerepben.

## Díjak
- 1971: Velencei Nemzetközi Filmfesztivál Arany Oroszlán életműdíj (Leone d'Oro alla carriera), John Forddal és Ingmar Bergmannal együtt
- 1979: Szintén az életmű elismeréseként Tiszteletbeli César díj (César d'honneur)
- 1979: A César díjátadó ünnepség keretében a szakma tagjai megválasztották a hangosfilm első ötven éve (1929–1979) francia filmművészetének tíz remekművét. Ebben első helyen említve a Szerelmek városát, kilencedik helyen pedig a Ködös utakat.
- 1995: Az Európai Filmakadémia életműdíja[11]

Munkásságát több alkalommal magas francia állami kitüntetéssel is elismerték.

## Rendezései
- 1929: Nogent, Eldorado du dimanche (dokumentumfilm)
- 1936: Jenny
- 1937: Vidám tragédia, Drôle de drame
- 1938: Ködös utak, Le quai des brumes
- 1938: Külvárosi szálloda, Hôtel du Nord
- 1939: Mire megvirrad, Le jour se lève
- 1942: A sátán követei, Les visiteurs du soir
- 1945: Szerelmek városa, Les enfants du paradis
- 1946: Az éjszaka kapui, Les Portes de la nuit
- 1947: La fleur de l'âge (befejezetlen)
- 1950: La Marie du port
- 1951: Juliette ou La clé des songes
- 1953: Thérèse Raquin
- 1954: L'Air de Paris
- 1956: Le Pays d'où je viens
- 1958: Les Tricheurs
- 1960: Terrain vague
- 1962: Du mouron pour les petits oiseaux
- 1965: Trois chambres à Manhattan
- 1968: Les jeunes loups
- 1971: A rend gyilkosai,  Les assassins de l'ordre
- 1974: La merveilleuse visite
- 1977: La Bible (dokumentumfilm)